# George Ashiru
George Ashiru es un deportista nigeriano que compitió en taekwondo. Ganó una medalla de plata en los Juegos Panafricanos de 1987 en la categoría de –76 kg.

## Palmarés internacional
| Juegos Panafricanos | Juegos Panafricanos | Juegos Panafricanos | Juegos Panafricanos |
| Año                 | Lugar               | Medalla             | Categoría           |
| ------------------- | ------------------- | ------------------- | ------------------- |
| 1987                | Nairobi (Kenia)     | Medalla de plata    | –76 kg              |